# Tjelikvattnen
Tjelikvattnen är en sjö i Strömsunds kommun i Jämtland och ingår i Ångermanälvens huvudavrinningsområde. Sjön har en area på 0,213 kvadratkilometer och ligger 575,3 meter över havet. Tjelikvattnen ligger i Frostvikenfjällen Natura 2000-område.

## Delavrinningsområde
Tjelikvattnen ingår i det delavrinningsområde (716473-144998) som SMHI kallar för Utloppet av Tjelikvattnen. Medelhöjden är 635 meter över havet och ytan är 1,39 kvadratkilometer. Det finns ett avrinningsområde uppströms, och räknas det in blir den ackumulerade arean 10,62 kvadratkilometer. Vattendraget som avvattnar avrinningsområdet har biflödesordning 5, vilket innebär att vattnet flödar genom totalt 5 vattendrag innan det når havet efter 289 kilometer. Avrinningsområdet består mestadels av skog (86 procent). Avrinningsområdet har 0,19 kvadratkilometer vattenytor vilket ger det en sjöprocent på 13,4 procent.